# Lelis (geslacht)
Lelis is een geslacht van kevers uit de familie van de loopkevers (Carabidae). De wetenschappelijke naam van het geslacht is voor het eerst geldig gepubliceerd in 1869 door Chaudoir.

## Soorten
Het geslacht Lelis omvat de volgende soorten:
- Lelis bicolor Chaudoir, 1896
- Lelis obtusangula (Chaudoir, 1852)
- Lelis quadrisignata (Buquet, 1834)
- Lelis rutila (Bates, 1869)
- Lelis viridipennis Chaudoir, 1869